# 希尔德巷

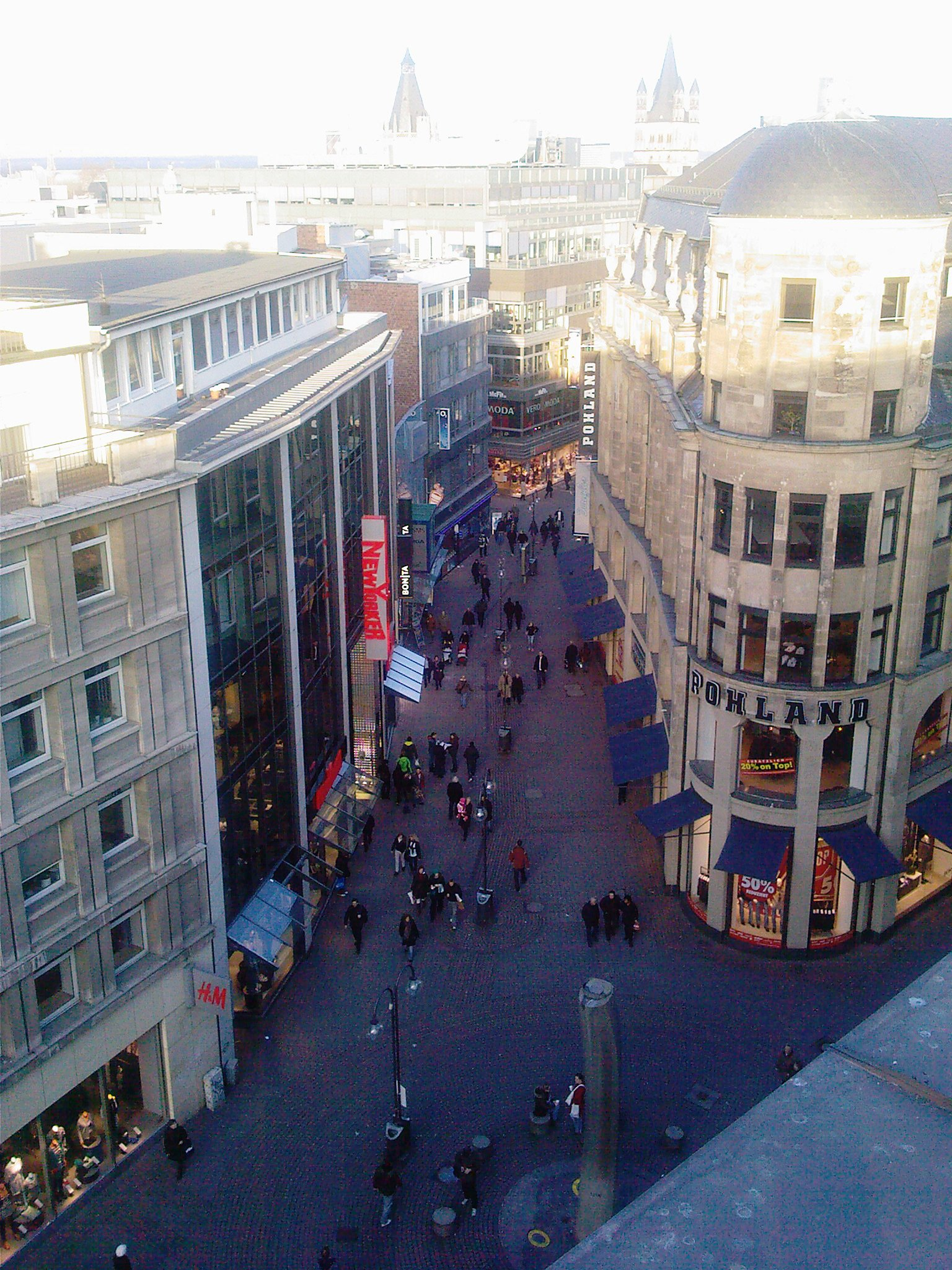

希尔德巷（Schildergasse）是德国科隆市中心的一条购物场所，每小时有13000人经过，这是欧洲最繁忙的购物场所 希尔德巷是一个行人专用区，长约500米，东端为高街（Hohe Straße），西端为科隆新市场。 
这条巷的历史可以追溯到古罗马时期，当时这里是该市的主干道。在中世纪，这条巷曾是画纹章的艺术家的聚集地，因而得名。希尔德巷今天的地标包括科隆最古老的更正教堂圣Antoniter教堂，和由伦佐·皮亚诺设计的全球城市大厦（Weltstadthaus）。

## 附近的名胜景点
- 凯绥·柯勒惠支博物馆
- 圣则济利亚教堂